# Sexauer (Galerie)
Sexauer ist eine Galerie für zeitgenössische Kunst in Berlin.

## Geschichte
Die Galerie wurde 2013 von Jan-Philipp Sexauer gegründet und vertritt international Künstler einer jüngeren Generation. Sie wurde 2017 mit dem Berliner Galerien-Preis ausgezeichnet und befindet sich in einer ehemaligen Fabrikhalle. Sie nimmt international an Kunstmessen teil. 2015 gab sie anlässlich der Ausstellung „24h Skulptur“ zusammen mit dem Künstler Andreas Greiner und der Kunsthistorikerin Ursula Ströbele das Buch „24h Skulptur – notes on time sculptures“ über einen erweiterten Skulpturenbegriff heraus. Seit 2020 betreibt Sexauer neben der Ausstellungshalle in Weißensee den Sexauer Showroom in Berlin-Charlottenburg. Auch dort werden Ausstellungen gezeigt.

## Kunstgalerie

### Wirken
Das Programm hat seinen Schwerpunkt auf konzeptorientierten Positionen in einer Vielzahl von Medien einschließlich Installation, Skulptur, Malerei, Zeichnung, Video und Fotografie.

### Vertretene Künstler
Die Galerie vertritt Thomas Feuerstein, Ornella Fieres, Isabelle Graeff, Alexander Iskin, Verena Issel, Caroline Kryzecki Jeewi Lee, Hannah Parr und Kerim Seiler.
In Einzel- und Gruppenausstellungen präsentierte sie Arbeiten von Dirk Bell, Björn Dahlem, Martin Eder, Yang Fudong, Andreas Greiner, Asta Gröting, Flaka Haliti, Anton Henning, Gregor Hildebrandt, Kitty Kraus, Alicja Kwade, Jonathan Meese, Bjørn Melhus, Anselm Reyle, Michael Sailstorfer, Pieter Schoolwerth, Roman Signer, Rirkrit Tiravanija, Jorinde Voigt, Franz Erhard Walther, Rebecca Warren, Erwin Wurm und Thomas Zipp.

## Publikationen (Auswahl)
- Hannah Parr: Hidden Home, Sexauer, Berlin, 2023.
- Verena Issel: Grids & flowers, Sexauer, Berlin, 2023.
- Isabelle Graeff: Matter & Mind (Alle helfen Allen), Sexauer, Berlin, 2022.
- Jeewi Lee: Vor•wurf, Sexauer, Berlin, 2021.
- Ornella Fieres: Ich halte es für eine Tragödie, daß wir uns nicht gefunden haben!, Sexauer, Berlin, 2021.
- Caroline Kryzecki: Counting Silence, Sexauer, Berlin, 2020.
- Jeewi Lee: Inzision, Sexauer, Berlin, 2018.
- Ornella Fieres: The Recurring Frequency of a fading Moment, Sexauer, Berlin, 2018.
- Alexander Iskin: Apple Sauce in Paradise, Sexauer, Berlin, 2017.
- Caroline Kryzecki: Come out (to show them), Sexauer, Berlin, 2017.
- Alexander Iskin: Reality Express, Sexauer, Berlin, 2016.
- Ornella Fieres: Looks like you tried to go somewhere that does not exist, Sexauer, Berlin, 2015.
- 24h Skulptur: Andreas Greiner, Ursula Ströbele, Jan-Philipp Sexauer, Distanz Verlag, Berlin, 2015, ISBN 978-3-95476-125-8
- Caroline Kryzecki: Superposition, Sexauer, Berlin, 2014.
- Alexander Iskin: Bastard Club, Sexauer, Berlin, 2014.
- Herbert Volkmann: Society Coma, Sexauer, Berlin, 2014.

## Ausstellungen (Auswahl)

### Einzelausstellungen
- 2025: Hannah Parr, Hallucinogenic Nightmare Dream
- 2024: Louis Wessendorff, Blütenlese
- 2024: Alexander Iskin, Use the Exit as an Entrance
- 2023: Kerim Seiler, Permanent Vacation
- 2023: Caroline Kryzecki, Kind of Blue
- 2023: Verena Issel, Grids and flowers
- 2022: Thomas Feuerstein, Algorithmic Weed rolls like cyberdog’s shit in the desert of art
- 2022: Hannah Parr, Hidden home
- 2021: Alexander Iskin, Werther to go
- 2021: Isabelle Graeff, Matter & Mind (Alle helfen Allen)
- 2021: Jeewi Lee, Vor•wurf
- 2022: Hannah Parr, Hidden home
- 2021: Alexander Iskin, Werther to go
- 2021: Isabelle Graeff, Matter & Mind (Alle helfen Allen)
- 2021: Jeewi Lee, Vor•wurf
- 2021: Ornella Fieres, Ich halte es für eine Tragödie, daß wir uns nicht gefunden haben!
- 2020: Caroline Kryzecki, Counting Silence
- 2019: Alexander Iskin, www.arturbating.com
- 2019: Philip Grözinger, Daisy Bell
- 2019: Alexander Iskin
- 2018: Thomas Feuerstein, Metabolica
- 2018: Jeewi Lee, Inzision
- 2018: Yang Fudong, New Women
- 2018: Isabelle Graeff, Exit
- 2018: Ornella Fieres, The Recurring Frequency of a Fading Moment
- 2018: Futo Akiyoshi, All for One
- 2017: Caroline Kryzecki, Come out (to show them)
- 2017: Alexander Iskin, Apple Sauce in Paradise
- 2016: Jeewi Lee, Blinder Beifall
- 2016: Alexander Iskin, Reality Express
- 2015: Ornella Fieres, Looks like you tried to go somewhere that does not exist
- 2015: Futo Akiyoshi, Adherence
- 2015: Gerrit Engel, Richtfest
- 2014: Caroline Kryzecki, Superposition
- 2014: Alexander Iskin, Bastard Club
- 2014: Herbert Volkmann, Society Coma

### Gruppenausstellungen
- 2022: Shattered / transformations of cubism, Armin Boehm, Johannes Daniel, Zohar Fraiman, Anton Henning, Pieter Schoolwerth, Kristina Schuldt
- 2018: Ngorongoro 2, u. a. mit Thomas Feuerstein, Gilbert & George, Jürgen Klauke, Nasan Tur
- 2017: Small – an exploration of miniature, u. a. mit Julius von Bismarck, Björn Dahlem, Martin Eder, Gregor Hildebrandt, Anselm Reyle, Michael Sailstorfer, Katja Strunz, Jorinde Voigt, Thomas Zipp
- 2016: Open Windows – reflections on Beuys, u. a. mit Asta Gröting, Alfredo Jaar, Jonathan Meese, Michael Sailstorfer, Christoph Schlingensief, Rirkrit Tiravanija, Rebecca Warren, Erwin Wurm
- 2016: White Cube Jungle, Jofroi Amaral, Toshihiko Mitsuya (with June14), Alexander Skorobogatov
- 2016: In Formation, u. a. mit Dirk Bell, Slater Bradley, Inge Dick, Rolf-Gunter Dienst, Flaka Haliti, Erik Schmidt, Ettore Sottsass, Anna Virnich
- 2015: Saloon, u. a. mit Alexandra Baumgartner, Nadine Fecht, Michelle Jezierski, Zoë Claire Miller, Sophia Pompéry
- 2014: 24h Skulptur, u. a. mit Awst & Walther,  Andreas Greiner, Fabian Knecht,  Alicja Kwade, Dennis Oppenheim, Roman Signer, Franz Erhard Walther

### Ausstellungen im Showroom
- 2025: Hannah Parr
- 2024: Sand - Fragments - Motion, Katja Aufleger, Jeewi Lee
- 2024: Traces and Signs, Thomas Feuerstein, Jeewi Lee, Hannah Parr
- 2024: Interactions 9, Marlene Bart, Alexander Iskin
- 2024: DreamDreamachine, Kerim Seiler
- 2023: Past Tense, Jeewi Lee
- 2023: Nature & Abstraction II, Jeewi Lee, Hannah Parr
- 2023: Nature & Abstraction I, Thomas Feuerstein, Verena Issel, Kerim Seiler
- 2022: Thomas Feuerstein
- 2022: Anton Henning, Zukunft und Anmut No. 2
- 2022: Interactions 8, Hannah Parr / Kerim Seiler
- 2021: Interactions 7, Alexander Iskin / Michael Sailstorfer
- 2021: Caroline Kryzecki, Mallorca
- 2021: Interactions 5, Jeewi Lee / Maximilian Prüfer
- 2021: Jurgen Ostarhild, ImageMachine
- 2021: Interactions 4, Ornella Fieres / John Isaacs
- 2020: Interactions 2, Caroline Kryzecki / Igor Mishiev
- 2020: Interactions 1, Caroline Kryzecki / Thomas Feuerstein